# Format HTTP Archive
Le format HTTP Archive (HAR) est un format ouvert destiné à l'export et l'échange de données collectées par des outils de monitoring HTTP. Initialement conçu par Jan Odvarko et Simon Perkins, ce format repose sur une structure JSON. Sa version actuelle est la 1.2.

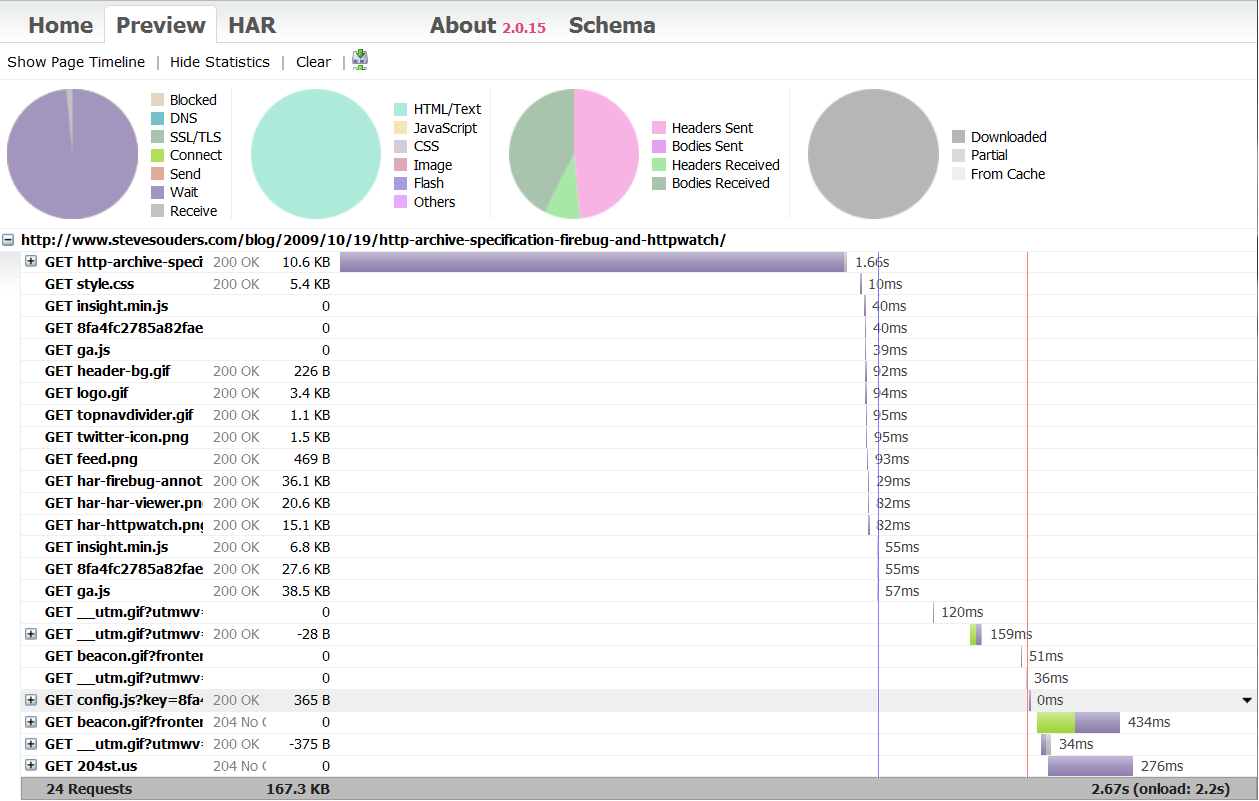
Exemple de représentation d'un fichier .har montrant la chronologie de chargement d'une page Internet.

## Utilisation
Le Format HTTP Archive permet de sauvegarder et d'échanger le détail de la chronologie de chargement d'une page Internet.
Il est principalement utilisé dans une démarche d'optimisation des performances d'un site Internet, aussi bien pour le partage que pour l'historisation à long terme (comparaison de l'évolution de la structure d'une page).
Il peut également être exploité afin de conserver une trace lors d'une action de diagnostic sur un problème d'accès à un site.
Il ne conserve pas le contenu d'une page Internet, et n'a donc pas pour objet d'archiver le site Internet, mais bien de conserver le détail des requêtes d'un navigateur et réponses d'un serveur Internet, nécessaire au chargement d'une page Internet (HTML ou autre).

## Outils exploitant le format HTTP Archive
En plus de l'outil Firebug avec le plugin NetExport  des concepteurs du format .har, de nombreux outils implémentent le support du format .har dans sa forme JSON ou XML.
Citons:
1. Firebug avec plugin NetExport
2. Firefox (dans le Moniteur Réseau) [5]
3. Google Chrome (dans les Outils de développement)[6]
4. Fiddler
5. HTTPWatch
6. Dynatrace depuis sa version 2.0
7. HTTP Archive Reader[7]
8. Les outils de développement WEB (Web_development_tools (en)) présents dans le navigateur Google Chrome ou dans Microsoft  Internet Explorer en version 9 via un export XML.
9. Selenium_IDE avec le plugin "BrowserMob Proxy"[8].
10. WatchMouse
11. Paw (client HTTP de test)[9]
12. Fluxzy Desktop (Débogueur HTTP) [10]